# 願証尼
願証尼（がんしょうに、天暦7年（953年） - 長元7年8月25日（1034年10月10日））は、平安時代中期の天台宗の尼僧。父は卜部正親。母は清原氏。源信・願西尼の妹。安養尼とも称される。また、姉の願西尼と同一人物とする説もある。
幼少から仏道に志し、出家後は大和国吉野山に住んで日夜念仏に専念し、毎月8日に地蔵講を行ったという。また、西に向かって端座したまま入滅したという。